# Isidoro Ocampo
Isidoro Ocampo (* 20. Juni 1910 in Veracruz; † 4. Februar 1983 in Mexiko-Stadt) war ein mexikanischer Künstler.

## Leben
In Mexiko-Stadt absolvierte er eine Ausbildung zum Kaufmann. Von 1928 bis 1932 besuchte er Abendkurse der Academia de San Carlos. 1929 wurde er Mitglied der Werkstatt für Buchkunst. In der Folgezeit schuf er mehr als 200 Radierungen, Holzschnitte und Lithographien. Im Auftrag der Erziehungsministeriums unterrichtete er an verschiedenen Schulen Kunst. Er illustrierte Bücher, Zeitungen und Zeitschriften für den Verlag Imprenta y Editorial Cultura. 1936 wurde er Mitglied der Liga de Escritores y Artistas Revolucionarios (LEAR). 1937 war er neben Alberto Beltrán, Ángel Bracho, Leopoldo Méndez, Pablo O’Higgins, Raúl Anguiano und anderen Künstlern Gründungsmitglied der Taller de Gráfica Popular (Werkstatt der Volksgraphiker, TGP). Er heiratete Nicolasa Bilboa. Seine erste Einzelausstellung fand 1941 statt. Weitere Ausstellungen folgten. 1949 war Ocampo an der Gründung der Sociedad para el Impulso de las Artes Plásticas beteiligt. Als Vertreter der mexikanischen Graphik nahm er 1952 an der Biennale in Venedig teil.